# 남러시아군
남러시아군(러시아어: Вооружённые силы Юга России 보루죠니예 실리 유가 로시[*])은 러시아 내전 당시 남러시아(오늘날의 우크라이나 전역 및 오늘날의 러시아 남부, 코카서스 지역 일대)을 장악한 백군 부대의 집합체다. 의용육군, 돈군, 크림-아조프군, 북코카서스군, 튀르케스탄군의 5개 야전군으로 이루어졌다.
1919년 1월 처음 만들어졌을 당시 보병 51,000명, 기병 34,000기, 야포 204문, 기관총 682정, 장갑열차 6대를 소유하고 있었다. 1919년 7월이 되면 병력이 보병 104,000명, 기병 56,000기, 야표 600문, 기관총 1,500정, 항공기 19대, 장갑열차 34대, 순양함 1척, 구축함 5척, 잠수함 4척, 포함 20척에 이르렀다. 같은 해 10월 전투에서 패배하여 극심한 피해를 당하고 병력수도 급감했다.
이듬해 4월, 남러시아군 총사령관 안톤 데니킨이 군의 모든 권한을 표트르 브랑겔에게 넘기면서 해산되었다. 브랑겔은 남러시아군의 잔존 병력을 재편성하여 "러시아 육군"을 만들고 그 사령관이 되었다.
또한 1918년 남러시아군 세력 중 돈 카자크 세력이 돈 공화국의 수립에 공을 들이기도 하였다.

## 같이 보기
- 남러시아 (1919년~1920년)
- 돈 공화국
- 쿠반 인민공화국